# Abel Ferrara
Abel Ferrara (ur. 19 lipca 1951 w Nowym Jorku) – amerykański reżyser, aktor, scenarzysta i producent filmowy.

## Życiorys

### Wczesne lata
Urodził się na nowojorskim Bronksie w rodzinie rzymskokatolickiej pochodzenia włoskiego ze strony ojca Alfreda J. i irlandzkiego ze strony matki. Dorastał w Peekskill, w stanie Nowy Jork. Uczęszczał przez rok do Rockland Community College. Naukę kontynuował w State University of New York w Purchase.

### Kariera
Jego pierwszym amatorskim filmem był Super 8. W 1971 debiutował jako reżyser i aktor 6-minutowej produkcji Film Nicky’ego (Nicky's Film). Pod pseudonimem Jimmy Boy L. (Jimmy Laine) zrealizował film pornograficzny 9 Lives of a Wet Pussycat (1975), gdzie zagrał ze swoją ówczesną dziewczyną. Dwie produkcje kinowe reżysera – horror The Driller Killer (1979) i dramat kryminalny Kaliber 45 (Ms.45, 1981) zostały uznane za arcydzieło klasy „B”. 
Kolejne filmy Ferrary to: dreszczowiec Miasto strachu (Fear City, 1984) z Tomem Berengerem, Melanie Griffith i Jackiem Scalią, dramat kryminalny Król Nowego Jorku (King of New York, 1990) z Christopherem Walkenem i Zły porucznik (Bad Lieutenant, 1992) z Harveyem Keitelem, za którego był nominowany do Independent Spirit Awards jako najlepszy reżyser Independent Feature Project/West. Wyreżyserował teledysk do piosenki Mylène Farmer „California” (1996). Za dramat Maria (Mary, 2005) otrzymał Nagrodę Specjalną Jury na 62. Festiwalu Filmowym w Wenecji.
Po zamachu z 11 września 2001 przeprowadził się do Rzymu, ponieważ łatwiej było mu znaleźć finansowanie dla swoich filmów w Europie.

## Filmografia

### Filmy kinowe
- 1979: The Driller Killer
- 1981: Kaliber 45 (Ms. 45)[16][17]
- 1984: Miasto strachu (Fear City)
- 1987: Chinka (China Girl)
- 1990: Król Nowego Jorku (King of New York)
- 1992: Zły porucznik (Bad Lieutenant, także scenariusz)
- 1993: Porywacze ciał (Body Snatchers)
- 1995: Uzależnienie (The Addiction)
- 1996: Pogrzeb (The Funeral)
- 1997: Zaćmienie (The Blackout, także scenariusz)
- 1998: New Rose Hotel
- 2001: R-Xmas (scenariusz)
- 2005: Maria (Mary, także scenariusz, zdjęcia)
- 2007: Go Go Tales
- 2008: Pericle il Nero
- 2011: 4:44 Ostatni dzień na Ziemi (4:44 Last Day on Earth, także scenariusz)
- 2014: Pasolini (także scenariusz)
- 2014: Witamy w Nowym Jorku (Welcome to New York)
- 2017: Alive in France
- 2017: Piazza Vittorio
- 2019: Tommaso
- 2020: Syberia (Siberia)

### Filmy TV
- 1986: Crime Story
- 1986: Gladiator (The Gladiator)
- 1997: Historie z metra: Podziemne opowieści (SUBWAYStories: Tales from the Underground)

### Seriale TV
- 1985: Policjanci z Miami (Miami Vice)
- 1986: Crime Story

### Filmy krótkometrażowe
- 1971: Film Nicky’ego (Nicky's Film)
- 1972: The Hold Up
- 1973: Could This Be Love?
- 1976: Nine Lives of a Wet Pussy
- 1977: Not Guilty: For Keith Richards
- 2009: Dream Piece, segment filmu 42 One Dream Rush

## Nagrody
- Nagroda na MFF w Wenecji
  - Nagroda Krytyki Filmowej „Bastone Bianco”: 1998:Hotel New Rose
  - Nagroda im. Elviry Notari – wyróżnienie specjalne: 1998:Hotel New Rose
  - Nagroda Fundacji Mimmo Rotelli: 2005:Maria
  - Nagroda Katolickiej Organizacji Kinematografii i Sztuki Audiowizualnej: 2005:Maria
  - Nagroda im. Sergio Trassatiego: 2005:Maria
  - Nagroda Specjalna Jury: 2005:Maria